# Pterolophia affinis
Pterolophia affinis är en skalbaggsart som beskrevs av Stefan von Breuning 1938. Pterolophia affinis ingår i släktet Pterolophia och familjen långhorningar. Inga underarter finns listade i Catalogue of Life.